# Asake

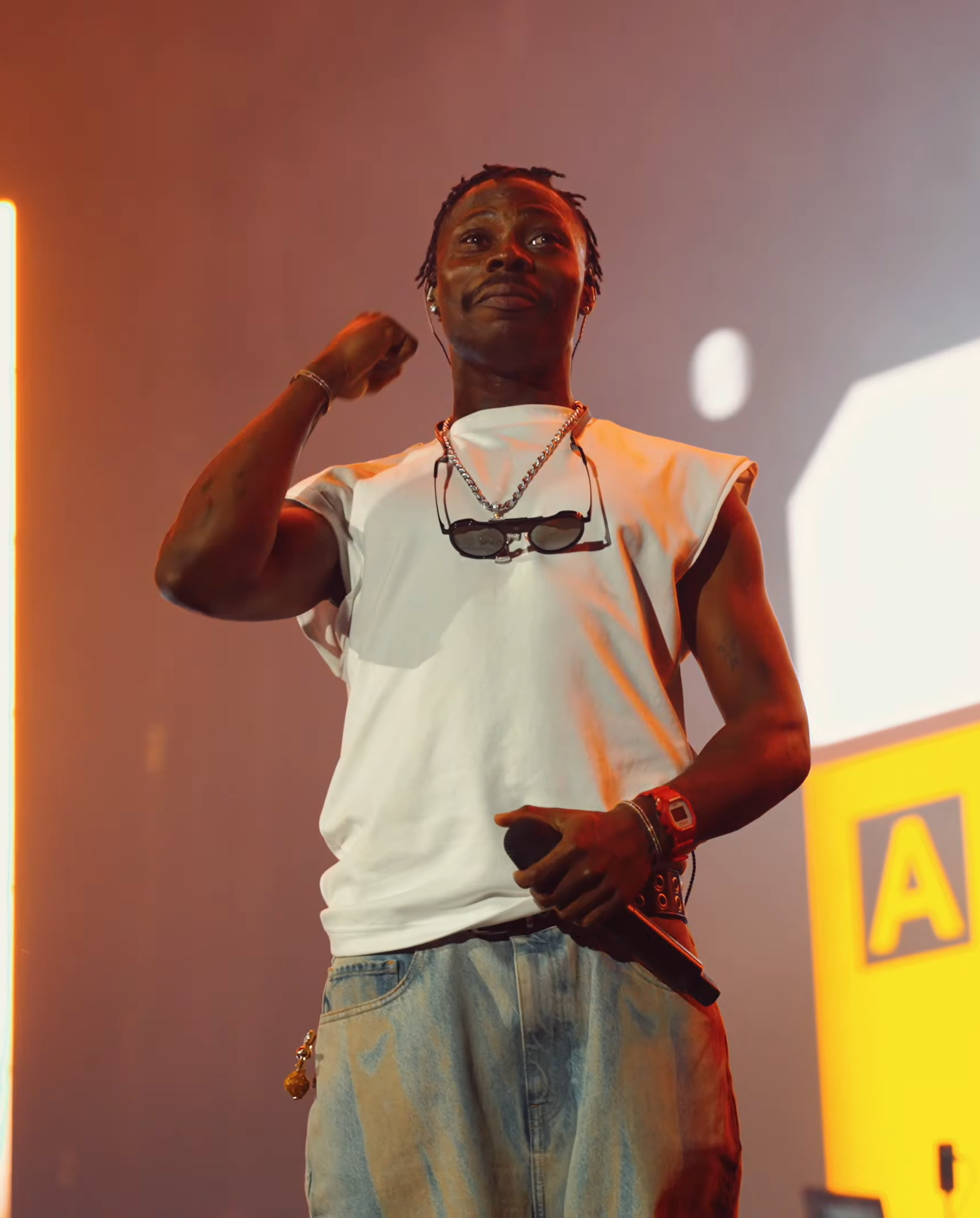
Asake (2024)

Ahmed Ololade (* 13. Januar 1995 in Lagos), bekannt als Asake, ist ein nigerianischer Afrobeat-Musiker. 2020 hatte er erste Erfolge in seiner Heimat. Mit dem Album Mr. Money with the Vibe wurde er 2022 international bekannt.

## Biografie
Ololade Asake wuchs in der nigerianischen Hauptstadt Lagos auf und studierte an der Obafemi Awolowo University in Ile-Ife Theater und darstellende Künste mit Schwerpunkt Tanz. Erst 2018 begann er, sich auf Musik zu konzentrieren und eigene Musik zu veröffentlichen. Er orientierte sich am nigerianischen Afrobeat, in den er seinen eigenen Freestyle-Rap einbrachte. Nach ersten Veröffentlichungen hatte er mit Lady 2020 seinen ersten Hit, der ihn überregional bekannt machte. Ein weiterer Hit war im selben Jahr Mr. Money, der ihm den bleibenden Spitznamen beibrachte und zu einem Plattenvertrag führte.
Der Song Omo ope mit dem international bekannten Rapper und Labelbesitzer Olamide von seiner ersten EP öffnete 2022 auch für Asake den Weg ins Ausland. Mit einer Neuaufnahme des EP-Songs Sungba mit Burna Boy kam er in den USA in die Afrobeats-Charts von Billboard, ebenso mit dem Nachfolger Peace Be unto You. Als Vorabveröffentlichung für sein internationales Debütalbum erschien im August Terminator, mit dem er es in die offiziellen britischen Singlecharts schaffte. Das Album Mr. Money with the Vibe kam wenig später sowohl in Großbritannien als auch in den USA in die offiziellen Charts. Das Magazin Rolling Stone wählte es auf Platz 39 der Alben des Jahres. Zum Jahreswechsel 2022/23 wurde er in die Top 10 des Newcomer-Votings Sound of 2023 der BBC aufgenommen.
Er veröffentlichte im Juni 2024, zusammen mit Rapper Central Cee den Song "Wave".

## Diskografie
Alben
- 2022: Ololade Asake (EP)
- 2022: Mr. Money with the Vibe
- 2024: Lungu Boy

Singles
- 2018: Ayeeza
- 2019: Kanipe
- 2019: African Something
- 2020: Lady
- 2020: Body
- 2020: Mr. Money
- 2021: Don’t Hype Me
- 2021: Yan yan
- 2022: Omo ope (feat. Olamide, NG: ×3Dreifachplatin )
- 2022: Sungba (feat. Burna Boy, UK: Silber, NG: ×4Vierfachplatin )
- 2022: Palazzo (mit Spinall, NG: ×2Doppelplatin )
- 2022: Peace Be Unto You (PBUY) (NG: ×3Dreifachplatin )
- 2022: Bandana (mit Fireboy DML, UK: Silber, NG: ×5Fünffachplatin )
- 2022: Terminator (NG: ×5Fünffachplatin )
- 2022: Loaded (mit Tiwa Savage, NG: Platin)
- 2023: Yoga (NG: Platin)
- 2023: 2:30 (NG: ×4Vierfachplatin )
- 2023: Lonely at the Top (NG: ×7Siebenfachplatin )
- 2023: Happiness (Sarz feat. Asake & Gunna, NG: Platin)
- 2024: Only Me (NG: Platin)
- 2024: Bust Down (Zlatan feat. Asake, NG: Platin)
- 2024: Wave (feat. Central Cee, NG: Platin)
- 2024: Stubborn (mit Victony, NG: Platin)
- 2024: Active (feat. Travis Scott, NG: Gold)
- 2025: Gold (J Hus feat. Asake)

## Auszeichnungen für Musikverkäufe
| Silberne Schallplatte - Nigeria - 2024: für das Lied Worldwide Goldene Schallplatte - Nigeria - 2024: für das Lied Fuji Vibe - 2024: für das Lied Mood - 2024: für das Lied Uptown Disco Platin-Schallplatte - Nigeria - 2023: für das Lied Dupe - 2023: für das Lied Muse - 2023: für das Lied Ototo - 2023: für das Lied Reason - 2023: für das Lied Trabaye - 2024: für das Lied MMS | 2× Platin-Schallplatte - Nigeria - 2023: für das Lied Dull - 2023: für das Lied Nzaza - 2023: für das Lied Organise - 2024: für das Lied Remember (Asake) 3× Platin-Schallplatte - Nigeria - 2023: für das Lied Joha - 2024: für das Lied Basquiat |

Anmerkung: Auszeichnungen in Ländern aus den Charttabellen bzw. Chartboxen sind in ebendiesen zu finden.
| Land/RegionAuszeichnungen für Musikverkäufe (Land/Region, Auszeichnungen, Verkäufe, Quellen) | Silber     | Gold     | Platin       | Verkäufe  | Quellen             |
| -------------------------------------------------------------------------------------------- | ---------- | -------- | ------------ | --------- | ------------------- |
| Nigeria (TCSN)                                                                               | Silber1    | 4× Gold4 | 60× Platin60 | 6.125.000 | turntablecharts.com |
| Vereinigtes Königreich (BPI)                                                                 | 5× Silber5 | Gold1    | —            | 960.000   | bpi.co.uk           |
| Insgesamt                                                                                    | 6× Silber6 | 5× Gold5 | 60× Platin60 |           |                     |